# Kenzo Suzuki
Kenzo Suzuki (Japans: 鈴木健想, Suzuki Kenzo) (Hekinan, 25 juli 1974) is een Japans professioneel worstelaar die vooral bekend is van zijn tijd bij New Japan Pro Wrestling (NJPW) en World Wrestling Entertainment (WWE).

## In worstelen
- Finishers
  - Brainbuster – CMLL
  - Rising Sun (Head vice STO)
  - Spear – NJPW

- Signature moves
  - Belly to back suplex
  - High knee strike
  - Shining wizard
  - Springboard moonsault

- Managers
  - Hiroko Suzuki

- Bijnamen
  - "The Bronze Warrior" (WWE)
  - "El Aguila Imperial" ("The Imperial Eagle") (AAA)

## Erelijst
- New Japan Pro Wrestling
  - Robert Schofield Cup (2002)
- Young Lion Cup (2000)

- Pro Wrestling Illustrated
  - PWI plaatste hem #392 in de top 500 enkele worstelaars in de PWI 500 in 2010

- Tokyo Sports Grand Prix
  - Rookie of the Year (2000)

- World Wrestling Entertainment
  - WWE Tag Team Championship (1 keer met René Duprée)